# Australian Kelpie
Der Australian Kelpie ist eine seit 1973 von der FCI (Nr. 293, Gr. 1, Sek. 1) anerkannte australische Hunderasse. Die Rasse wird seit März 2014 vom AKC im Hinblick auf eine mögliche Anerkennung in seinem Foundation Stock Service geführt.

## Herkunft und Geschichtliches
Der Kelpie ist wie auch andere Mitglieder der Collie-Clade ein Produkt der Highland Clearances, wodurch die Gründer der Rasse nach Australien gelangten.
Als Stammhündin der Rasse gilt ein vom Highlander George Robertsons gezüchteter und an Jack D. Gleeson verkaufter Welpe, den Gleenson Kelpie nannte. Der Name Kelpie ist aus der schottischen Mythologie des Kelpie (Wassergeist) entlehnt und bezeichnete ursprünglich ein sehr genügsames Kelp-Pferd, das von den Kleinbauern z. B. zum Transportieren von Braunalgen (Kelp) und zum Ziehen schwer beladene Wagen, Pflüge und Lastkähne eingesetzt wurde.
Auf Wunsch von Elizabeth Gordon, 19. Gräfin von Sutherland sollte 1806 eine Schafzucht im Sutherland entstehen, die jedoch bald an den dortigen Bedingungen scheiterte. Zu diesem Zweck siedelte sie Pächter aus Roxburghshire nach Kildonan um, wo ab 1809 eine Vertreibungen der Bevölkerung stattfand. Einer dieser zwangsweise Umgesiedelten war Gideon Rutherford, ein Schäfer aus Rutherford, Roxburghshire, der 1806 ins 800 Meilen weit entfernte trostlose Kildonan in Sutherland, Nordost-Schottland ziehen musste.
Sein Sohn John Rutherford wanderte 1862 nach Australien aus und ließ sich 1864 von seinem Bruder Richard zwei Welpen namens Clyde und Lassie  schicken, mit denen er eine Zucht begann. Wenige Jahre später nahm Gerald S. Krempe Kontakt zu Richard Rutherford in Kildonan auf und importierte 1868 Glen einen Verwandten von Clyde sowie Bess, 1890 den Vater von Saxon I und dem damals berühmten Sohn Saxon II mit denen er die Rutherford-Linie begründete und aus der Moss entstand. Saxon II wurde in Australien berühmt, nachdem er 24 Stunden in größter Outback-Hitze (bis zu 45 Grad) über 100 Schafe allein zusammengetrieben hatte.

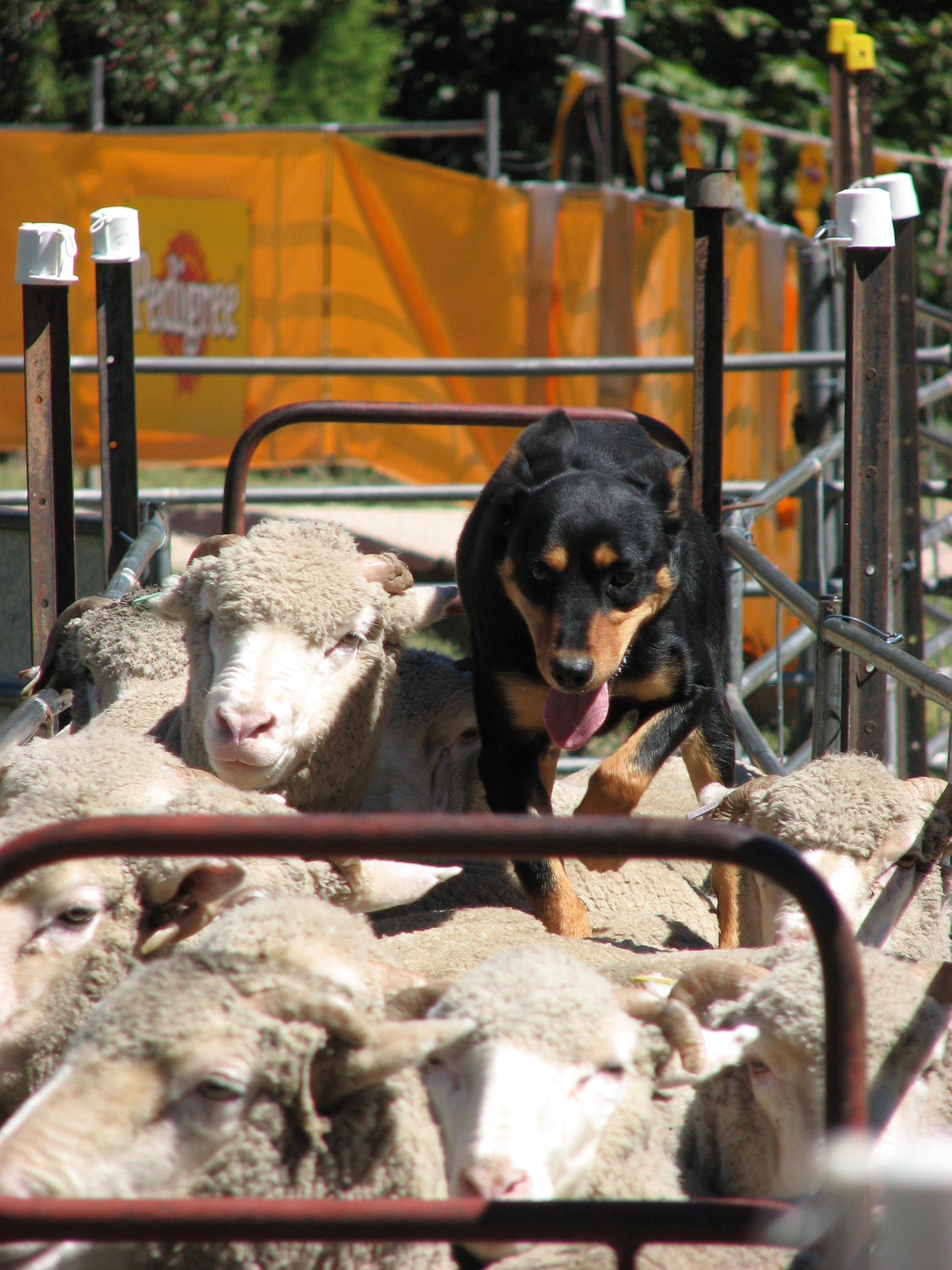
Kelpie, der über die Rücken zusammengedrängter Schafe läuft

Etwa zeitgleich mit John Rutherford kam Gilbert Stanley Elliot mit den Hunden Brutus und Jennie aus Jedsburgh in Australien an, die bald darauf die Welpen Caesar und Laddie zur Welt brachten. Die Rutherford´s und Elliot´s sind benachbarte Clans an der Grenze zu Northumbria. Ihre Herden wanderten alljährlich gemeinsam zum Tryst nach Falkirk, wohin auch der Clan Robertson seine Tiere trieb. 1871 gewann Brutus die Burrangong Show der Burrangong Pastoral Association in Australien, 1873 traten Caesar und Jennie an, wo Jack D. Gleeson seine Kelpie mit Caesar decken ließ, aus der Kings Kelpie entstand, die alle Hütehundewettbewerbe der Forbes Show in New South Wales gewann. Nun wurde Caesars Bruder Laddie mit Gleenson Kelpie gekreuzt, aus der Sally hervorging, die mit Moss aus der Rutherford Linie gekreuzt wurde und Barb zur Welt brachten.
Robertson, der Züchter von Moss, stammte dagegen aus den östlichen Highlands nahe dem Stammsitz Gorden Castle, auch er verließ Schottland während der Highland Clearances.
Die frühen Kelpies sind also aus Importen der Rutherfords, Elliots und Robertsons und deren Kreuzungen entstanden und man findet in Kildonan unter den Pächtern auch noch die Telfers aus Roxburghshire, deren Old Hemp 1897 zum Gründer der Border Collies wurde. Border Collies und Kelpies stammen also zu einem großen Teil aus benachbarten Zuchten in Roxburghshire und Jedsburgh die nach Kildonan vertrieben wurden.
Zum damaligen Zeitpunkt gab es jedoch noch keine Unterscheidung zwischen Kurz- und Langhaar Collies und Border Collies, doch der einzigartige Hütestil der Border Collies um 1868 war vermutlich noch nicht voll entwickelt.
Da in Australien der Schafbestand dramatisch anstieg und schließlich mehr als 60 Mio. Schafe zu hüten waren, mussten sich die Hütehunde den Gegebenheiten anpassen, von Staubstürmen über andauernde Trockenheit bis zu extremen Entfernungen und giftigen Tieren. Wie üblich bei Gebrauchshunden wurden in Australien weitere fähige Hunde eingekreuzt, wobei auch der Verdacht entstand das unter den Vorfahren Dingos waren. Die einzige Studie dazu unter Prof. Claire Wade konnte das jedoch nicht bestätigen, hat aber nur auf einzelne Marker getestet.

## Beschreibung
Der 43–51 cm große und bis 20 kg schwere Kelpie stammt von schwarz-braunen Collies im Borderland sowie Kurzhaarigen Smooth Collies ab. Der Kelpie hat kurzes Haar mit oder ohne Unterwolle. Alle Farben und Abzeichen, die historisch mit der Entwicklung vorkamen, sind im Fell erlaubt. So gibt es Kelpies mit folgenden Farben: Schwarz, Schwarz/Tan, Blau (von dunkel bis hell), Rot (Schokoladenbraun bis helles Rot), Rot/Tan und Fawn (Dunkel bis Hell). Die Abzeichen reichen von dunkelbraun bis cream und sind unterschiedlich groß. Die meisten europäischen Australian Kelpies sind jedoch rein einfarbig. Aufgrund der genetischen Zusammensetzung ist es ist möglich, dass eine schwarze Hündin braune, schwarze und fawnfarbene Welpen in einem Wurf hat.

## Wesen

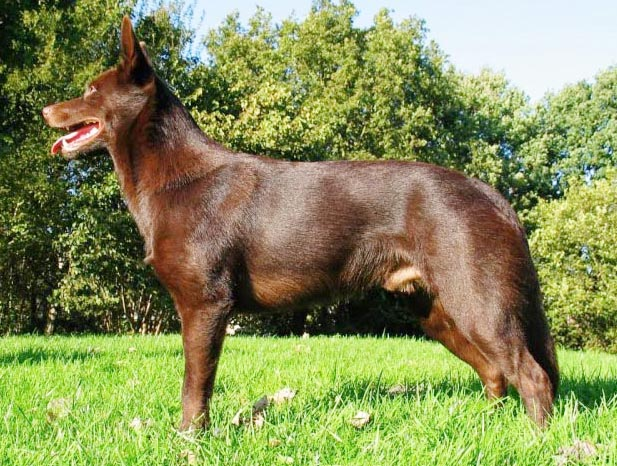
Kelpie

Der Kelpie ist ein eifriger und dennoch ruhiger Hund von großer Intelligenz und Selbstständigkeit. Er ist wachsam, aber kein ausgesprochener Schutzhund. Bekommt er die nötige Beschäftigung, ist er ein guter, temperamentvoller Familienhund, der allerdings konsequente Erziehung benötigt. Er ist sehr menschen- und kinderbezogen. Im Allgemeinen ist der Kelpie sehr verträglich mit anderen Hunden und sucht keinen Streit. Wenn es jedoch erforderlich ist, kann der Kelpie sich gut durchsetzen.

## Working Kelpie
Für Working Kelpies gibt es keinen Rassestandard, der das Aussehen beschreibt. Das wichtigste Zuchtkriterium sind die Arbeitsfähigkeiten. Er wird in der Praxis und für die Praxis gezüchtet, ohne Mitwirkung von Rassezuchtverbänden. Als Haushund wäre er problematisch, da er unbedingt eine Hüteaufgabe braucht. Kelpies gehören zu den wenigen Rassen, die – falls erforderlich – auch über den Rücken von Schafen laufen.